# The Lanigiros
The Lanigiros, auch The Lanigiro Hot Players war ein Schweizer Jazz- und Tanzorchester. Das Ensemble galt in der Zwischenkriegszeit neben Teddy Stauffers Original Teddies wegen seiner Auslandserfahrungen als eine der profiliertesten und populärsten Bands der Schweiz.

## Bandgeschichte
Die Band The Lanigiros ging  aus der 1924 von dem Basler Studenten Hans Philippi gegründeten Schulband The Lanigiro Syncopating Melody Kings hervor, die ab 1926 erste Radioauftritte hatte und 1928/29 erste Jazz-Platten aufnahm (Me and the Man in the Moon). Nachdem René Schmassmann 1932 die Leitung der Band übernommen und sie in The Lanigiro Hot Players umbenannt hatte, arbeitete sie als professionelle Band, die meist  einfach als The Lanigiros bezeichnet wurde  – „Lanigiro“ ist die Umkehrung von „Original“. 1933/34 hatte sie Engagements in grossen Hotels in Basel, St. Moritz, Interlaken, Lausanne, Zürich und Luzern. In den 1930er-Jahren tourte Schmassmann mit der Band durch Deutschland, Belgien und die Schweiz; 1935 nahm die Band privat beim Label Hug Acetate zu Demozwecken auf, die nie im Handel erschienen. Darunter waren Versionen bekannter Jazztitel wie After You've Gone und Mood Indigo, die sich musikalisch stark an das Duke Ellington Orchestra anlehnten. 1937 (in dieser Zeit spielte Hans Berry mit) entstanden professionelle Plattenaufnahmen für Odeon in Berlin (Little Old Lady), vier Gesangsnummern mit Julian Layat. 
Schmassmann und The Lanigiros Hot Players traten u. a. 1937 im Cafe Heinze in Hamburg und im Berliner Delphi Filmpalast auf, wobei die Band auf 14 Musiker erweitert wurde, darunter Willy Berking. Der Auftritt im Delphi erlebte starke Anfeindungen durch die nationalsozialistische Presse, u. a. durch das NSDAP-Kampfblatt Das Schwarze Korps; dem Druck auf die Geschäftsleitung des Theaters konnte man sich nur durch das Argument entziehen, die Musiker spielten im Delphi zum Vergnügen und ohne Gage. 1939 übernahm das Bandmitglied Bruno Bandini die Leitung der Band, die von 1941 bis 1943 noch weitere Platten in Zürich einspielte, darunter eine Coverversion des St. Louis Blues (Columbia ZZ1132). Solisten des Ensembles waren 1941 Rio de Gregori, Fernand Clare und René Bertschy; die Besetzung schwankte zwischen vier und 15 Mitgliedern, zu denen u. a. Glyn Paque gehörte. Um 1945 war von der Originalbesetzung lediglich Eric Landsrath übrig; 1961 löste sich die Gruppe auf. Stilistisch war die Band  auf Hot Jazz, Dixieland- und Chicago-Jazz spezialisiert.

## Diskographische Hinweise
- Lanigiro Syncopating Melody Kings: Jazz & Hot Dance in Basel: 1929–1943 (Harlequin, ed. 1988)